# Gerhard Müller
Gerhard Diderik Grubbe Müller (født 1904 - død 1993) var en dansk gymnasielektor og fodboldtræner.
Gerhard Müller var træner for AGF i ti år fra 1941 til 1951, hvilket er klubrekord. Han var lektor i engelsk og gymnastik ved Aarhus Katedralskole fra 1928 til 1974. I 1935 var han med til at stifte AGF’s håndboldafdeling, og han sad i AGF's hovedbestyrelse i perioden 1958-1966.
I sin tid som træner for AGF, var holdet for første gang tæt på at vinde Danmarksmesterskabet i 1945. I finalen i Idrætsparken i København tabte AGF dog til AB. Han stod også i spidsen for holdet, der tre år i træk fra 1949 til 1951 vandt bronze.